# Jessica García
Jessica García (12 de julio de 1980) es una deportista puertorriqueña que compitió en judo. Ganó seis medallas en el Campeonato Panamericano de Judo entre los años 2000 y 2012, y dos medallas en los Juegos Centroamericanos y del Caribe en los años 2006 y 2010.

## Palmarés internacional
| Campeonato Panamericano              | Campeonato Panamericano        | Campeonato Panamericano | Campeonato Panamericano |
| Año                                  | Lugar                          | Medalla                 | Categoría               |
| ------------------------------------ | ------------------------------ | ----------------------- | ----------------------- |
| 2000                                 | Orlando (Estados Unidos)       | Medalla de plata        | –63 kg                  |
| 2003                                 | Salvador (Brasil)              | Medalla de oro          | –57 kg                  |
| 2004                                 | Isla de Margarita (Venezuela)  | Medalla de bronce       | –57 kg                  |
| 2005                                 | Caguas (Puerto Rico)           | Medalla de bronce       | –63 kg                  |
| 2007                                 | Montreal (Canadá)              | Medalla de bronce       | –63 kg                  |
| 2012                                 | Montreal (Canadá)              | Medalla de bronce       | –63 kg                  |
| Juegos Centroamericanos y del Caribe |                                |                         |                         |
| Año                                  | Lugar                          | Medalla                 | Categoría               |
| 2006                                 | Cartagena de Indias (Colombia) | Medalla de plata        | –63 kg                  |
| 2010                                 | Mayagüez (Puerto Rico)         | Medalla de oro          | –63 kg                  |